# Gyldendal
Ґюллендаль (Gyldendal, повна назва: Книгарня Гюллендаль, Акціонерне товариство Норвезьке Видавництво, дан. Gyldendalske Boghandel, Nordisk Forlag Aktieselskab) — найстаріший і найбільший видавничий дім Данії, який щорічно випускає близько чверті видань у Скандинавії, включаючи художню та науково-популярну літературу, словники, підручники, довідкові видання тощо.

## Історія

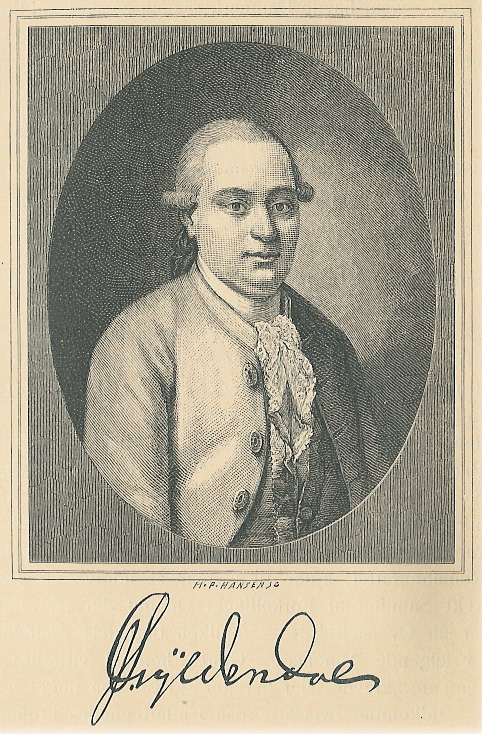
Серен Гюллендаль (1742—1802)

Видавництво 1770 року заснував у Копенгагені (Данія) власник книгарні Серен Гюллендаль (дан. Søren Gyldendal; 1742—1802). З 1787 року штаб-квартира «Ґюллендаль» незмінно розташована в центрі Копенгагена на вулиці Кларебодерн 3. Зять Серена Гюллендаля, Якоб Дайхманн (дан. Jacob Deichmann ; 1788—1853), прийняв на себе управління видавництвом у 1809 році і зробив Gyldendal провідним видавництвом у Данії. У 1850 році Дайхманн продав «Гюллендаль» книгопродавцю Фредерікові Гегелю (дан. Niels Frederik Vilhelm Hegel; 1817—1887), нащадки якого володіли виданням протягом трьох поколінь.
У 1903 році Gyldendal та данське видавництво Det Nordiske Forlag об'єдналися в новий видавничий дім із назвою «Gyldendalske Boghandel og det Nordiske Forlag» під керуванням Якоба Гегеля (дан. Jacob Hegel, сина Фредеріка Гегеля. З 1906 року «Ґюллендаль» володів видавництвом Det Norske Forlagshus, провідним у Норвегії, але в 1925 році було засновано незалежне норвезьке видавництво під назвою Gyldendal Norsk Forlag («Норвезьке видавництво Ґюллендаль»), яке викупило.
«Ґюллендаль» — публічна компанія, її акції торгуються на Копенгагенській фондовій біржі. «Ґюллендаль» припинило випуск друкованої версії своєї енциклопедії 2006 року, зосередившись на продажу платних підписок на свою «Велику данську енциклопедією» (дан. Den Store Danske) онлайн. До 2008 було вирішено, що для підтримки цього онлайн-сайту потрібен інший підхід і з лютого 2009 року онлайн-енциклопедію видають без підписки.

## Діяльність
Серед основних напрямків діяльності — публікація сучасної та класичної художньої літератури, навчальних матеріалів, словників (зокрема серії «Gyldendals røde Ordbøger»), книг для дітей та молоді, наукової та науково-популярної літератури. Видавництво випускають також різні серії дешевих книг, таких як «Gyldendals Tranebøge», випущена в 1959 році, та «Gyldendals Paperbacks», яка виходить з 1982 року.

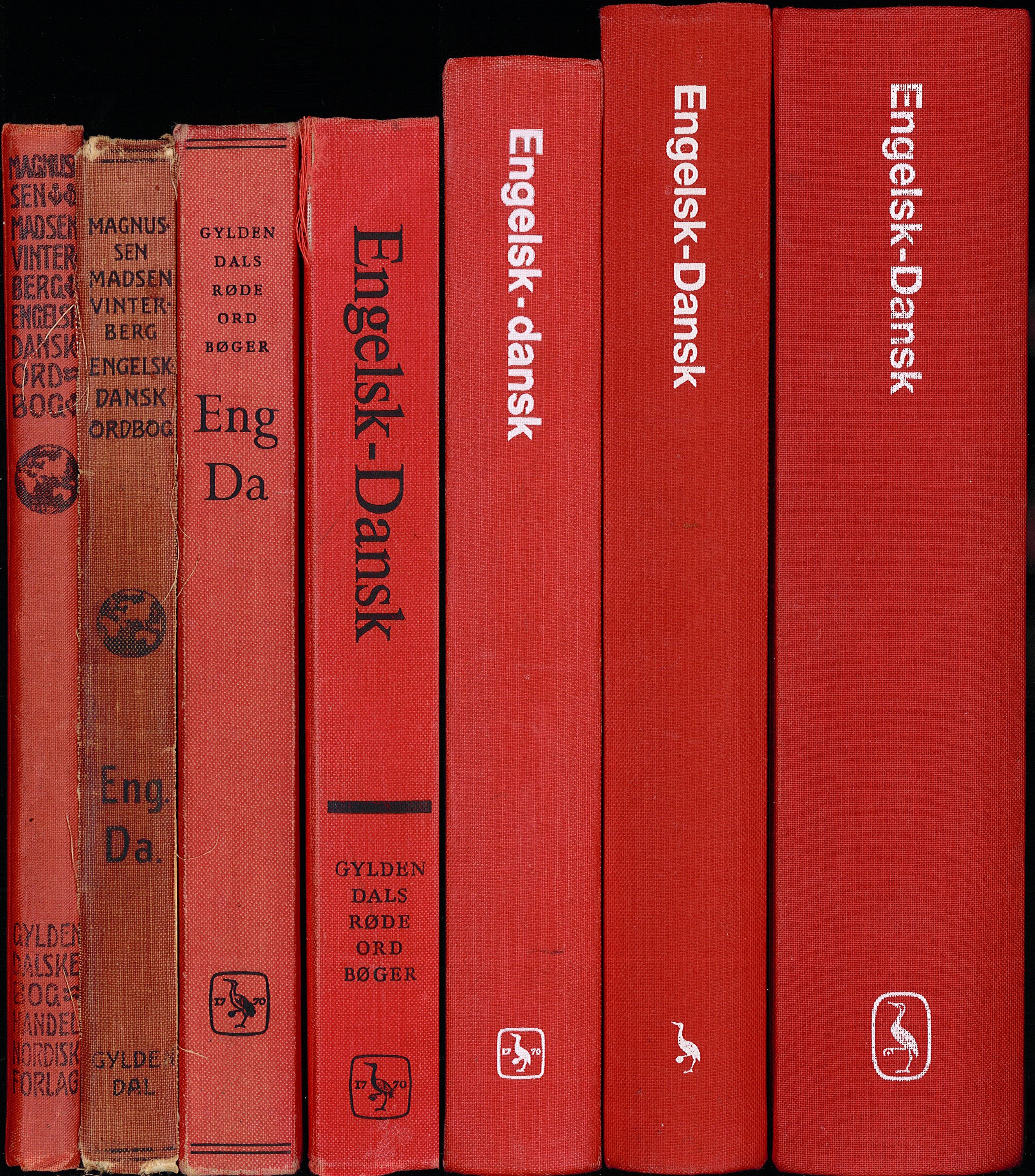
3, 5, 8, 9, 10, 12 та 13 видання «Англо-данського словника» із серії Gyldendals røde Ordbøger

«Ґюллендаль» є власником усіх данських книжкових клубів, у тому числі «Gyldendals Bogklub» (заснований 1966 року), «Samlerens Bogklub» та книжкового клубу для медичних працівників (Bogklubben Bogklubben for Sundhedsprofessionelle).
«Ґюллендаль» видає літературу в цифрових форматах — електронні та аудіокниги, які продаються через додаток BØGER для iOS та у традиційних книгарнях. У співпраці зі шведським «Storytel» у 2013 році запустив потоковий сервіс для аудіокниг, заснований на моделі підписки, за якої користувачі сплачують фіксовану щомісячну плату за доступ до необмеженої кількості аудіокниг.
Видавництво працює над дигіталізацією своїх попередніх видань, щоб літературна спадщина стала доступною в цифровому вигляді. Також «Ґюллендаль» управляє «Великою данською енциклопедією» — данською онлайн-енциклопедією з відкритим доступом.

## Дочірні компанії
Дочірні компанії видавництва Gyldendal :
- Borgen
- Gyldendal Business
- Gyldendals Leksikon
- Hans Reitzels Forlag
- Forlaget Fremad
- Samlerens Forlag
- Høst & Søns Forlag
- Rosinante & Co
- Munksgaards Forlag
- Exlibris Musik
- Forlaget Forum
- Systime Forlag — розробляє навчальні матеріали для данського освітнього сектору.
- Akademisk Forlag — видає навчальні та довідкові матеріали для професійної освіти та навчання.
- Schultz Forlag
- Nyt Juridisk Forlag
- Forlaget Cicero/Chr. Erichsen — видає художню літературу та книги з історії культури.
- Superpocket
- Flamingo
- Tiderne Skifter
- Gyldendals Bogklubber — займається підтримкою книжкових клубів.
- KREA Medie — спеціалізується на освітніх та розважальних комп'ютерних іграх для дітей та молоді.
- Nordisk Bog Center — займається оптовими продажами та обслуговуваннями оптових покупців.